# Sultan Kudarat (Maguindanao del Norte)
Sultan Kudarat (Nuling) ist eine philippinische Stadtgemeinde in der Provinz Maguindanao del Norte. Sie hat 95.201 Einwohner (Zensus 1. August 2015).

## Baranggays
Sultan Kudarat ist politisch in 39 Baranggays unterteilt.
| - Alamada - Banatin - Banubo - Bulalo - Bulibod - Calsada - Crossing Simuay - Dalumangcob (Pob.) - Darapanan - Gang - Inawan - Kabuntalan - Kakar | - Kapimpilan - Katidtuan - Katuli - Ladia - Limbo - Maidapa - Makaguiling - Katamlangan (Matampay) - Matengen - Mulaug - Nalinan - Nekitan - Olas | - Panatan - Pigcalagan - Pigkelegan (Ibotegen) - Pinaring - Pingping - Raguisi - Rebuken - Salimbao - Sambolawan - Senditan - Ungap - Damaniog - Nara |